# Monoporella flexibila
Monoporella flexibila är en mossdjursart som beskrevs av James Dick 2008. Monoporella flexibila ingår i släktet Monoporella och familjen Monoporellidae. Inga underarter finns listade i Catalogue of Life.